# Ilona
Ilona je žensko osebno ime.

## Izvor imena
Ime Ilona je madžarska oblika imena Helena.

## Različice imena
Ilonka

## Pogostost imena
Po podatkih Statističnega urada Republike Slovenije je bilo na dan 31. decembra 2007 v Sloveniji število ženskih oseb z imenom Ilona: 102.

## Osebni praznik
V koledarju je ime Ilona uvrščeno k imenu Helena; god praznuje 15. aprila ali pa 18. avgusta.